# Niederkassel
Niederkassel est une ville de Rhénanie-du-Nord-Westphalie (Allemagne), située dans l'arrondissement de Rhin-Sieg, dans le district de Cologne, dans le Landschaftsverband de Rhénanie.

## Géographie
La commune de Niederkassel longe la rive droite du Rhin sur 12 km.

## Jumelage
- Limassol (Chypre)
- Premnitz (Allemagne)